# ФИБА Америка
ФИБА Америка (англ. FIBA Americas, Pan-American Basketball Confederation) — зона ФИБА (Международная баскетбольная федерация), которая состоит из 43 национальных баскетбольных федераций, находящихся в Америке. Штаб-квартира организации находится в городе Сан-Хуан, Пуэрто-Рико. Была основана 11 октября 1975 года. ФИБА Америка разделяется на три зоны: Северная, Центральная Америка и Вест-Индия (которая в свою очередь разделена на Вест-Индию и Центральную Америку) и Южная Америка.

## Национальные команды
| CONCECABA Карибский бассейн (CBC) - Американские Виргинские острова - Антигуа и Барбуда - Аруба - Багамские Острова - Барбадос - Бермудские Острова - Британские Виргинские острова - Гаити - Гайана - Гренада | - Доминика - Доминиканская Республика - Каймановы острова - Куба - Монтсеррат - Нидерландские Антильские острова - Пуэрто-Рико - Сент-Винсент и Гренадины - Сент-Китс и Невис - Сент-Люсия - Суринам - Теркс и Кайкос - Тринидад и Тобаго - Ямайка | Центральная Америка (COCABA) - Белиз - Гватемала - Гондурас - Коста-Рика - Мексика - Никарагуа - Панама - Сальвадор Северная Америка - Канада - США | Южная Америка (CONSUBASQUET) - Аргентина - Боливия - Бразилия - Венесуэла - Колумбия - Парагвай - Перу - Уругвай - Чили - Эквадор |

## Десять лучших команд ФИБА Америка
После 10 сентября 2023 года
| №  | Команда                  | Очков |
| -- | ------------------------ | ----- |
| 1  | США                      | 786.6 |
| 6  | Канада                   | 745.5 |
| 7  | Аргентина                | 743.8 |
| 12 | Бразилия                 | 660.5 |
| 16 | Пуэрто-Рико              | 611.1 |
| 18 | Доминиканская Республика | 561.9 |
| 22 | Венесуэла                | 502.7 |
| 25 | Мексика                  | 440.9 |
| 50 | Уругвай                  | 247.0 |
| 55 | Панама                   | 201.6 |

## Турниры
- Чемпионат Америки по баскетболу
- Чемпионат Америки по баскетболу среди женщин
- Чемпионат Америки по баскетболу (юноши до 20 лет) (больше не проводится)
- Чемпионат Америки по баскетболу (девушки до 20 лет) (больше не проводится)
- Чемпионат Америки по баскетболу (юноши до 18 лет)
- Чемпионат Америки по баскетболу (девушки до 18 лет)
- Чемпионат Америки по баскетболу (юноши до 16 лет)
- Чемпионат Америки по баскетболу (юноши до 16 лет)
- Лига ФИБА Америка
- Лига чемпионов Америка